# Pilularia minuta
Pilularia minuta es una especie de helecho de la familia Marsileaceae.

## Descripción
Hierba perenne rizomatosa con rizoma horizontal delgado, enraizante en los nudos, prácticamente sin pelos, desarrollado en suelos húmedos. Hojas (frondes) de 2-4 por nudo, de 2-4 cm, sin peciolo, filiformes, de 0,3-0,7 mm solitarios, subglobosos, densamente pelosos, sin dientes.

## Distribución y hábitat
Oeste de la Región Mediterránea. Vive en pastizales húmedos en zonas arcillosas temporalmente encharcadas. Esporula en primavera. Declarado CR (en peligro crítico) en la Lista Roja de Andalucía y VU (vulnerable) en la Lista Roja Nacional de España de 2008.